# Noelle Messier
Pour les articles homonymes, voir Messier.
Noelle Messier, née à Hartford dans le Connecticut, est une actrice et productrice américaine.

## Biographie
Noelle Messier vit à Hollywood en Californie.

## Filmographie

### Comme actrice
- 2004 : Out of the Coffin (court métrage) : Katherine von Lockwit
- 2007 : Chronicles of the Roman Numeral X : Général SLAG
- 2007 : Ugly Betty (série télévisée) : Lorraine
- 2007 : Veronica (court métrage) : Véronica
- 2008 : Mind of Mencia (série télévisée) : la femme #2
- 2008 : Tomboy (court métrage) : le directrice du camp
- 2009 : 10 Things I Hate About You (série télévisée) : la lesbienne butch
- 2009 : Misadventures in Matchmaking (série télévisée) : Jackie
- 2010 : Sons of Tucson (série télévisée) : la lesbienne #2
- 2010 : Law & Order: LA (série télévisée) : A.D.
- 2012 : The Nanny Interviews (série télévisée) : l'agent des Service Secret Service
- 2012 : Pie Head: A Kinda' True Story : Ms. Greasby
- 2013 : Workaholics (série télévisée) : Tammy
- 2013 : Random Encounters : la lesbienne butch
- 2013 : Trophy Wife (série télévisée) : Leigh
- 2014 : The Kill Corporation (série télévisée) : l'arbitre #81 (2 épisodes)
- 2014 : The McCarthys (série télévisée) : la joueuse de Basketball
- 2015 : Wedlocked (court métrage) : Lisa
- 2015 : Dr. Ken (série télévisée) : l'officier
- 2016 : Fantastic : Daisy
- 2016 : Black Tar Road : Heather
- 2017 : Filmmakers with Vaginas (court métrage) : Pat
- 2017 : Scandal (série télévisée) : la gardienne de prison
- 2017 : Days of Our Lives (série télévisée) : la prisonnière
- 2017 : American Horror Story (série télévisée) : Female Heaven's Gate Member
- 2017 : Namas Dei: The Tucker J James Story (série télévisée) : Erin McMichaels
- 2016 : Four Day Weekend (court métrage) : Andrea
- 2017 : Dichotomy (court métrage) (completed) : Jane
- 2018 : The Broken Hearts Division (mini-série) : Erika
- 2018 : Hangman Lives (téléfilm) : Tavo

### Comme productrice
- 2017 : Dichotomy (court métrage)